# Дрогін Сергій Олександрович
Сергі́й Олекса́ндрович Дро́гін (1986—2019) — старший солдат Збройних сил України, учасник російсько-української війни.

## Життєпис
Народився 1986 року в Сєвєродонецьку (Луганська область). З дитинства захоплювався комп'ютерами, греблею на байдарках, пейнтболом та спортивним орієнтуванням. Працював адміністратором в комп'ютерному клубі.
З 2010-го проходив строкову службу у Самборі, 703-й окремий полк оперативного забезпечення, старший моторист-дизелист інженерно-містобудівної роти. Після демобілізації працював торговим представником у Сєвєродонецьку та в Києві.
На війні з 2015 року, 27 вересня 2017-го підписав контракт; старший солдат, командир бойової машини — командир відділення 2-го взводу 2-ї «афганської» штурмової роти 24 ОШБ «Айдар». Спочатку був військовим медиком, потім — снайпером. Після навчання на полігоні став командиром відділення. Воював біля Травневого, Кримського—Жолобка та Південного.
7 травня 2019 року загинув в обідню пору у бою на спостережному посту біля смт Південне від вогнепального поранення в груди зі снайперської зброї.
11 травня 2019-го похований в Сєвєродонецьку — на Алеї Героїв/
Без Сергія лишились батьки, сестра й дружина.

## Нагороди та вшанування
- Указом Президента України № 19/2020 від 21 січня 2020 року за «особисту мужність і самовіддані дії, виявлені у захисті державного суверенітету та територіальної цілісності України» нагороджений орденом За мужність III ступеня (посмертно)[3].